# Nephodia
Nephodia là một chi bướm đêm thuộc họ Geometridae.